# كرايغ إل. هيل
كرايغ إل. هيل (بالإنجليزية: Craig L. Hill) هو عالم أمريكي، ولد في 24 فبراير 1949 في بومونا في الولايات المتحدة.